# Reserva Natural da Ilha Laidu
A Reserva Natural da Ilha Laidu é uma reserva natural localizada no Condado de Saare, na Estónia.
A área da reserva natural é de 19 hectares.
A área protegida foi fundada em 1965 para proteger a avifauna na Ilha Laidu. Em 2004, a área protegida foi designada como reserva natural.